# 알베르티탑

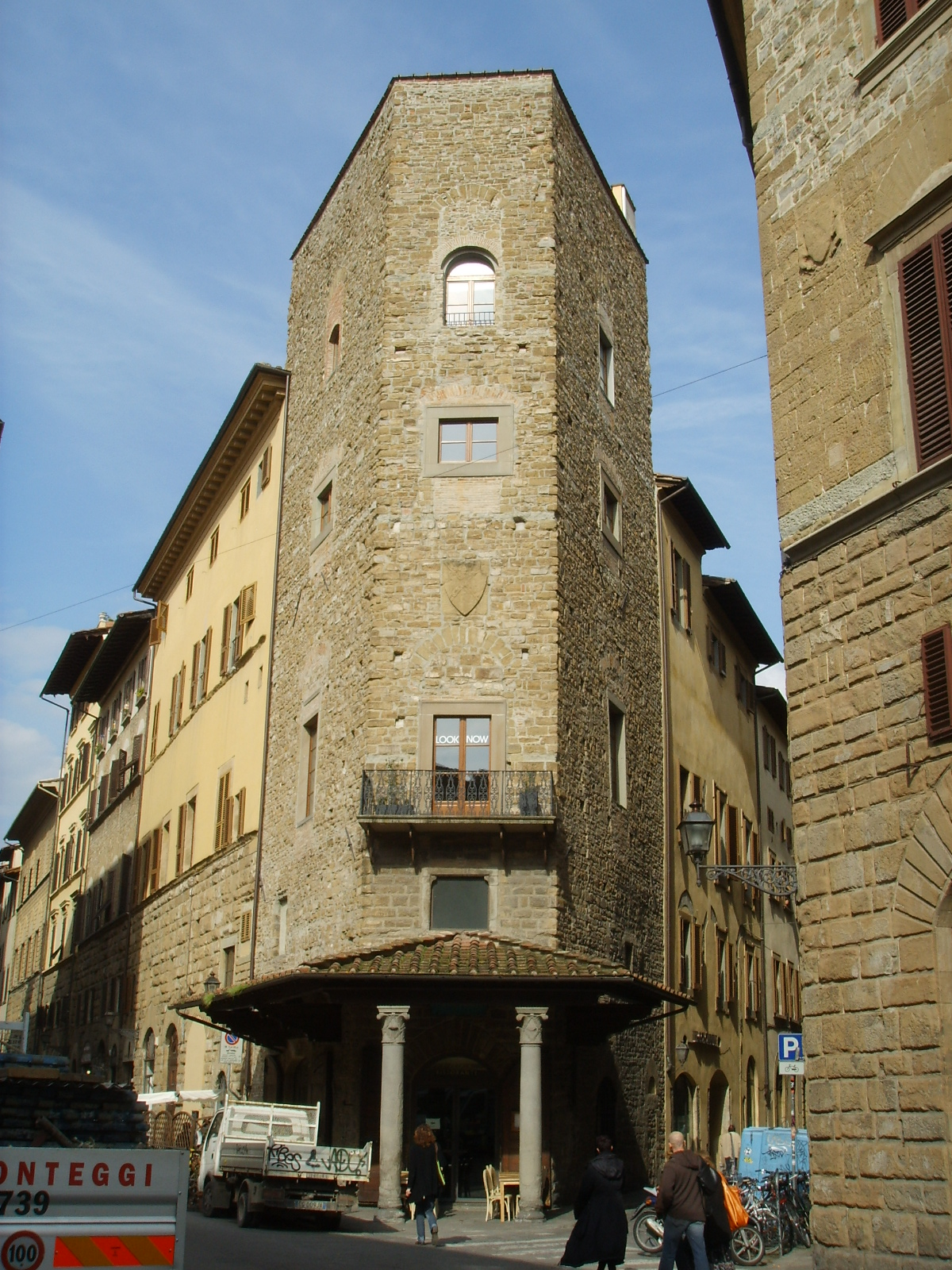
알베르티 탑.

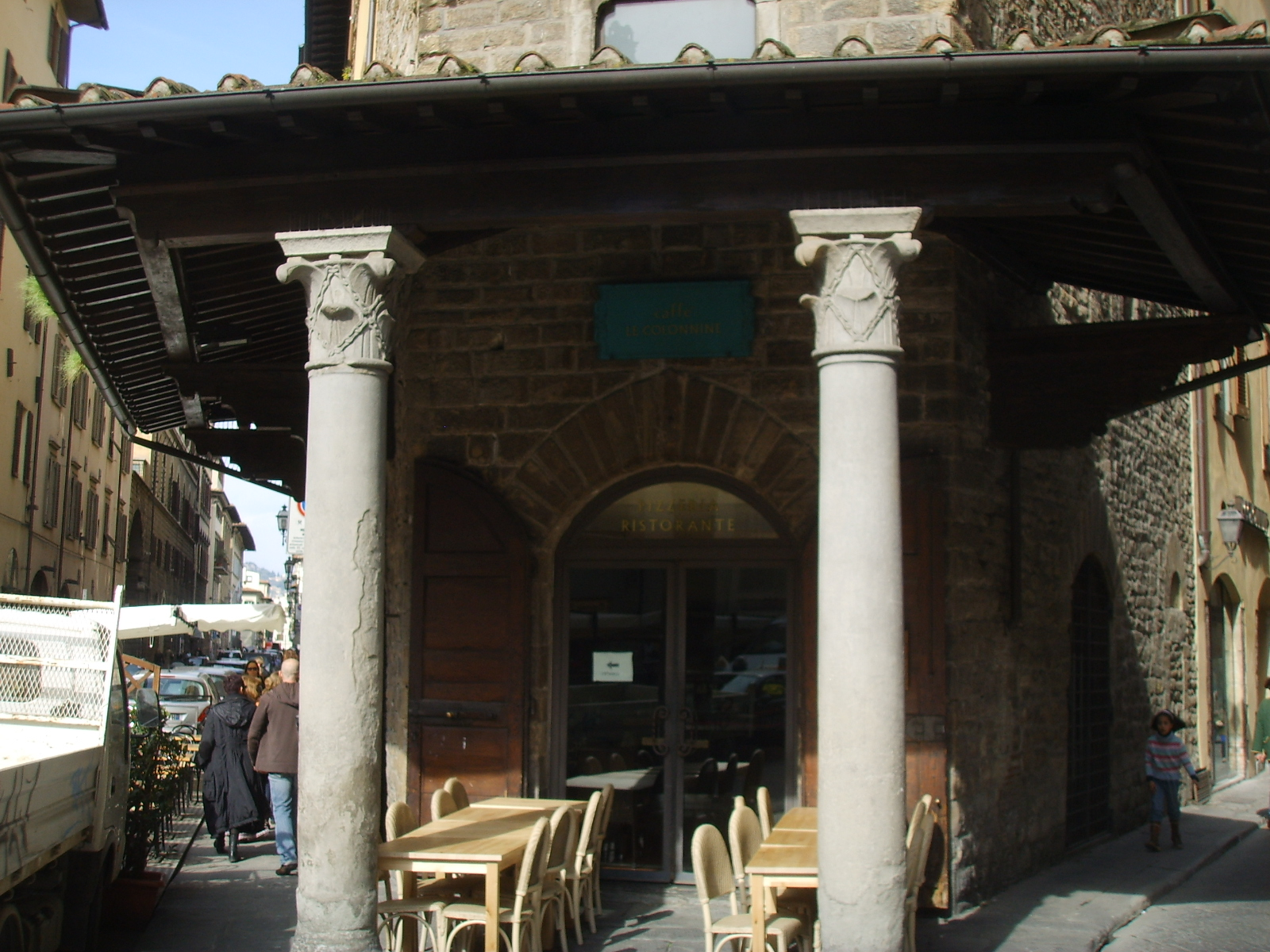
알베르티 가문의 문장이 있는 주각.

알베르티 탑(Torre degli Alberti)은 이탈리아 피렌체에 있는 13세기에 만들어진 중세 탑이다. 다격형 구조로 되어 있고 중세 피렌체에서 가장 강력한 가문 중 하나였던 알베르티 가문의 본거지이자 거처였다.
한때 주변으로 해자 (인근 교회가 산 야코포 데이 포시(성 야고보의 해자)로 알려짐)가 있었고, 통으로 된 멀리언 창문이 있었으나 현재는 일반적인 창문으로 교채되었다. 하단 부분에는 15세기에 만들어진 조그만한 로자가 있으며, 이곳의 원주는 교차하는 두 사슬이 나타나 있는 알베르티 가문의 문장을 나타내고 있다. 1836년에 알베르티 가문의 피렌체 가계가 단절되자, 우발디니와 모리 등의 다른 가문이 이곳을 소유했다. 1990년대에 복원 작업이 이뤄졌었다.

## 참고 문헌
- Grimaldi, Fortunato (2005). 《Le "case-torri" di Firenze》. Florence: Edizioni Tassinari.